# Fusore di Farnsworth-Hirsch
Il Fusore di Farnsworth–Hirsch, o semplicemente fusore nucleare, è un apparato progettato da Philo Farnsworth  negli anni trenta, partendo da esperimenti con vari tipi di tubi a vuoto (precursori del tubo catodico), destinati allo sviluppo della prima televisione, che nel corso di decenni scoprì capace di innescare e trattenere modeste reazioni di fusione nucleare. Venne sviluppato sotto forma di alcune varianti tecnologiche, alcune diverse per aspetti di funzionamento secondari, altre per l'utilizzo del confinamento magnetico-elettrico in un punto, piuttosto che quello elettrostatico. I ricercatori che hanno progettato e costruito varianti includono Elmore, Tuck, e Watson fino agli anni '80, e più recentemente George Miley e Robert W. Bussard (inventore del Polywell).

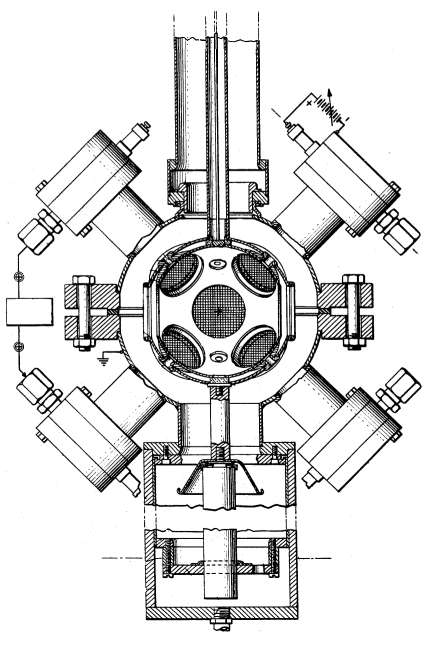
- Fusore di Farnsworth — 4 giugno 1968

## Introduzione
A differenza della maggior parte dei sistemi a fusione controllata, che lentamente riscaldano un plasma magneticamente confinato, il fusore inietta ioni a "alta temperatura" direttamente nella camera di reazione, e dunque si evitano molteplici complessità. L'approccio è noto in fisica come confinamento inerziale elettrostatico (Identificabile in inglese con la sigla IEC).
Inizialmente si sperava che si potesse rapidamente sviluppare una sorgente da fusione pratica. Nonostante tutto, come con altri esperimenti da fusione, non si registra lo sviluppo di un generatore di energia termo-nucleare sfruttabile per produrre corrente elettrica. Comunque, da allora il fusore è diventato una pratica sorgente di neutroni e viene prodotto commercialmente per questo ruolo. Alcuni hobbisti (correndo un grave rischio radiologico) hanno assemblato dispositivi di questo genere, funzionanti a bassa potenza.

## Storia

### Invenzione
Il fusore venne originalmente concepito da Philo Farnsworth, meglio noto per il suo lavoro pionieristico nello sviluppo della televisione. Durante i primi anni 30 Farnsworth investigava su un certo numero di progetti per il tubo a vuoto per l'uso nella televisione (il tubo catodico), e riscontrò una variante che dimostrava un interessante effetto inaspettato. In questo prototipo, che chiamò multipactor, gli elettroni che si muovono da un elettrodo all'altro si fermano a metà volo grazie alla giusta applicazione di un campo magnetico alternante a alta frequenza. Allora la carica negativa si accumula nel centro del tubo, portando a un'alta amplificazione della loro energia. Sfortunatamente portava anche a un alto tasso di erosione degli elettrodi quando venivano colpiti dagli elettroni, e oggigiorno l'effetto multipactor viene generalmente considerato un problema da evitare.
Quello che interessava particolarmente a Farnsworth era la possibilità per il dispositivo di mettere a fuoco gli elettroni in un punto particolare. Uno dei principali problemi nella fusione nucleare è mantenere isolati gli ioni caldi (il combustibile per la fusione nucleare: protoni e nuclei positivi) dalle pareti del contenitore. Se questo avvenisse, il combustibile non può mantenere l'energia termica necessaria per permettere la reazione di fusione. Farnsworth si rese conto che poteva costruire un sistema di confinamento del plasma elettrostatico dove i campi "parete" del reattore sono elettroni oppure ioni tenuti al loro posto giusto dal "multipactor". Il combustibile poteva essere allora iniettato attraverso la parete e una volta all'interno non possono più sfuggire. Chiamò questo concetto "elettrodo virtuale" e il sistema in toto il "fusore".

### Design e varianti di progetto
I progetti dei fusori nucleari originali di Farnsworth erano basati su arrangiamenti cilindrici di elettrodi, come i multipactors originali. Il combustibile veniva ionizzato e poi sparato da piccoli acceleratori attraverso orifizi negli elettrodi esterni (fisicamente esistenti). Una volta passati attraverso l'orifizio venivano accelerati verso l'area interna di reazione ad alta velocità. La pressione elettrostatica proveniente dagli elettrodi carichi positivamente mantiene l'intero combustibile protonico al di fuori delle pareti della camera, e gli impatti da nuovi ioni mantiene il plasma più caldo al centro. Farnsworth si riferiva a questo con la parola inglese inertial electrostatic confinement, un termine che continua ad essere usato al giorno d'oggi.
Vari modelli del fusore sono stati costruiti nei primi anni sessanta. Al contrario dei primi apparecchi, questi modelli usavano un'area di reazione sferica, ma per altri aspetti erano simili. Il laboratorio di Farnsworth era abbastanza "aperto", e alcuni tra gli ingegneri e tecnici di laboratorio costruirono i propri progetti di fusore. Anche se in genere avevano successo nell'eseguire le reazioni, il fusore aveva gravi problemi ingegneristici nell'essere costruito in dimensioni maggiori: dal momento che il combustibile viene introdotto con acceleratori, la quantità di combustibile che poteva essere usata nella reazione era molto bassa.

### Fusore di Hirsch-Meeks

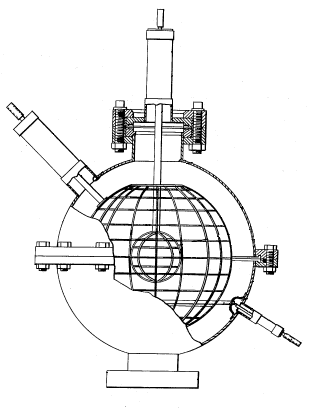
US3530497 — Fusore di Hirsch–Meeks

Il progetto cambia drasticamente con l'arrivo al laboratorio di Robert Hirsch. Propose una via interamente nuova di costruire il fusore nucleare, che faceva a meno dei cannoni ionici o degli elettrodi multipactor. Invece il sistema venne costruito come due elettrodi sferici concentrici simili, uno contenente l'altro, l'insieme all'interno di un contenitore più grande riempito di gas combustibile diluito. In questo sistema i cannoni di elettroni o di protoni non erano necessari, e la scarica per effetto corona attorno agli elettrodi esterni era sufficiente a fornire una sorgente di ioni. Una volta ionizzato, il gas sarebbe stato attratto verso l'elettrodo più interno (carico negativamente), che supererebbe per entrare nell'area centrale di reazione.
L'insieme del sistema finisce per essere simile al progetto di fusore originale di Farnsworth nel concetto, ma si usa un vero elettrodo a rete sferica al centro. Gli ioni si raccolgono nei pressi di questo elettrodo, formando un "involucro" di carica positiva che i nuovi ioni dall'esterno dell'involucro riescono a penetrare grazie alla loro relativa alta velocità. Una volta all'interno dell'involucro i cationi sperimentano ulteriori forze che li mantengono all'interno, con quelli a temperatura più bassa che si raccolgono nello stesso involucro. È con questo tipo di dispositivo, più propriamente chiamato il Fusore di Hirsch–Meeks, che si continua a fare esperimenti al giorno d'oggi, utilizzandolo come sorgente di neutroni.

### Il lavoro ai Farnsworth Television labs
I nuovi fusori nucleari basati sul progetto di Hirsch vennero costruiti per la prima volta nei tardi anni sessanta. Anche i primi modelli di prova si dimostrarono efficaci; presto cominciarono a mostrare tassi di produzione fino a un miliardo (109) di neutroni al secondo, e sono stati segnalati tassi di produzione di neutroni fino a un bilione (1012) per secondo.
Tutto questo lavoro si svolgeva nei "Farnsworth Television labs", che erano stati rilevati nel 1949 dalla ITT che aveva piani per diventare la prossima RCA. Nel 1961 la ITT nomina H. Gheenen come amministratore delegato. Geneen decise che la ITT non doveva essere una compagnia di telefonia ed elettronica, e cominciò ad acquisire compagnie in profitto di qualsiasi tipo. Presto le principali attività della ITT furono le assicurazioni, gli alberghi Sheraton Hotels e la Avis Rent-a-Car. In un mese acquistarono 20 diverse compagnie, nei più diversi rami.
Il progetto di ricerca sulla fusione nucleare non veniva ritenuto come capace di rendere immediati profitti. Nel 1965 il consiglio d'amministrazione chiese a Geneen di vendere la divisione di Farnsworth, ma invece il suo budget del 1966 venne approvato, con stanziamenti attivi fino alla metà del 1967. Vennero negati ulteriori fondi, e questo pose fine agli esperimenti della ITT riguardanti la fusione nucleare.
Il team di ricerca si rivolse alla AEC, che allora si occupavano dello stanziamento di fondi per la ricerca sulla fusione nucleare, e presentarono un dispositivo montato su un carrello che si può accostare ad un tavolo da lavoro, che produceva più energia da fusione rispetto ad ogni altro dispositivo  "classico" esistente. Gli osservatori rimasero stupiti, ma l'occasione non era delle migliori; dappertutto si parlava dei progressi nel confinamento e nelle energie raggiunte dalla macchina da fusione nucleare sovietica Tokamak, lo stesso Hirsch aveva recentemente rivelato questi grandi progressi. In risposta a questi sviluppi improvvisi, la commissione AEC decise di concentrare i finanziamenti sui grossi progetti varianti tokamak-simili (che allora sembravano sul punto di raggiungere la fusione nucleare controllata, anche con buone rese energetiche) sottraendo il finanziamento e riducendo il supporto e financo gli studi su ogni proposta alternativa.

### Il lavoro alla Brigham Young University dello Utah
Allora Farnsworth si trasferì presso la Brigham University di Provo nello stato di Utah e cercò di assumere i suoi collaboratori dal laboratorio della ITT in una nuova compagnia che iniziò ad operare nel 1968; dopo non essere riuscito a racimolare alcuni milioni di dollari in capitale iniziale di rischio, nel 1970 avevano speso anche tutti i risparmi di Farnsworth. Il fisco americano IRS confiscò le loro proprietà nel febbraio del 1971, e in marzo dello stesso anno Farnsworth si ammalò di polmonite, malattia che lo condusse alla morte. In effetti il fusore nucleare muore con lui.

### Sviluppi recenti: il Polywell di Robert W. Bussard
Nei primi anni ottanta, disilluso dai lenti progressi con le "grandi macchine", un numero di fisici cominciò a valutare una serie di progetti alternativi. Il ricercatore George Miley della University of Illinois selezionò il fusore e ricominciò la ricerca in questo campo. Da allora persiste un discreto interesse nel fusore nucleare. Un importante sviluppo è stato il successo dell'introduzione in commercio del generatore di neutroni basato sul fusore nucleare. Dal 2006 fino alla sua morte nel 2007, Robert W. Bussard tenne conferenze su un reattore simile in concetto al fusore, noto come Polywell, che riteneva capace di generare potenza termica ed elettrica a un costo competitivo.

## Il fusore come sorgente di potenza

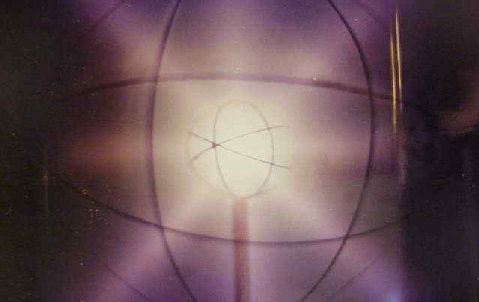
Fusore di Farnsworth–Hirsch durante l'operativita nella modalita nota come "star mode" caratterizzata da "raggi" di plasma iridescente che sembrano emanare dagli intervalli nella griglia interna.

### Fusione nucleare basica
Per fusione nucleare si intende una reazione nella quale nuclei atomici leggeri si combinano per formare nuclei atomici più pesanti. In teoria, alcune di queste reazioni rilasciano energia che potrebbe, in principio, essere imbrigliata per fornire potenza da fusione nucleare. Le reazioni più facili, a minore energia, avvengono in una miscela di deuterio e trizio, quando gli ioni raggiungono una temperatura di almeno 4 keV (kiloelettronvolt), equivalenti a circa 45 milioni di kelvin. A tali temperature, gli atomi del combustibile nucleare vengono ionizzati e costituiscono il quarto stato della materia, il plasma (gas ionizzato). In un impianto pratico di fusione da potenza, le reazioni di fusione devono avvenire velocemente per sopperire alle perdite di energia. Il tasso di reazione varia in base alla temperatura e alla densità del combustibile, ed il tasso di perdita viene caratterizzato dal τE "tempo di confinamento dell'energia" .
Le condizioni minime richieste sono definite dall'espressione matematica «criterio di Lawson». In quello che attualmente si ritiene l'approccio di maggiore successo alla fusione nucleare controllata, la fusione a confinamento magnetico, ci si avvicina alle condizioni necessarie grazie al riscaldamento di un plasma contenuto da campi magnetici. In effetti, nelle macchine a confinamento magnetico, questo criterio si è dimostrato molto difficile da raggiungere nella pratica. La complessità dei sistemi collaterali necessari va a scapito dell'utilità del disegno tecnologico del progetto per un generatore pratico.

### La fusione nel fusore nucleare
Nel progetto originale del fusore, alcuni piccoli acceleratori, essenzialmente tubi simili a quelli degli schermi TV CRT con la fine tagliata, inietta ioni ad una tensione relativamente bassa in una camera a vuoto. Nella versione del fusore proposta da Hirsch, gli ioni vengono prodotti ionizzando un gas diluito in un compartimento. In entrambe le versioni esistono due elettrodi concentrici, l'interno caricato negativamente rispetto all'esterno, positivo, carico a circa 80 kV. Una volta che gli ioni entrano nella regione tra gli elettrodi, vengono accelerati verso il centro.
Nel fusore, gli ioni sono accelerati fino a molti keV dagli elettrodi, questo rende superfluo il riscaldamento dall'esterno, ad esempio con microonde (dal momento che gli ioni vanno incontro a fusione prima di perdere la loro energia tramite qualsiasi altro processo). Mentre 45 megakelvin sono una temperatura molto alta sotto qualsiasi standard, il voltaggio corrispondente è di soli 4 kV, un valore che si trova comunemente in dispositivi come le luci al neon e il televisore. Nella misura in cui gli ioni rimangono alla loro energia iniziale, l'energia può essere sintonizzata per trarre vantaggio dalla sezione di taglio del picco di reazione o per evitare reazioni svantaggiose (ad esempio le reazioni che producono neutroni) che si possono verificare a energie maggiori.
La facilità con la quale l'energia degli ioni può essere incrementata appare essere molto utile quando si ricercano reazioni di fusione nucleare ad "alta temperatura", come quella tra il protone e il boro-11, una reazione che non richiede trizio radioattivo, per la quale si dispone di molte risorse di combustibile e che non produce neutroni nella sua reazione principale.

### Densità di potenza
Dal momento che un pozzo di potenziale elettrostatico non può intrappolare simultaneamente sia gli ioni che gli elettroni, devono esistere alcune regioni di accumulo di carica, che risultino in un limite superiore della densità raggiungibile.
Il corrispondente limite superiore della densità di potenza, anche nei calcoli per il combustibile da fusione Deuterio-Trizio, può essere troppo basso per la produzione di potenza termo-elettrica sfruttabile.

### Termalizzazione delle velocità ioniche
Quando cadono per la prima volta nel centro del fusore, tutti gli ioni avranno la stessa energia, ma le distribuzioni delle velocità ioniche raggiungeranno rapidamente una distribuzione di Maxwell-Boltzmann. Questo avverrà attraverso semplici urti coulombiani in questione di millisecondi, ma le instabilità fascio-fascio si verificheranno molto più velocemente, in tempi inferiori di ordini di grandezza. In confronto, qualsiasi dato ione richiederà pochi minuti prima di andare incontro a una reazione di fusione, in modo che la descrizione mono-energetica del fusore, almeno per quello che riguarda la produzione di potenza, non è appropriata. Una conseguenza della termalizzazione è che alcuni ioni guadagneranno sufficiente energia per lasciare il pozzo di potenziale, portando via la loro energia con essi, senza andare incontro alla reazione di fusione.

### Elettrodi
Esiste un certo numero di problemi irrisolti riguardanti gli elettrodi in un sistema a fusore nucleare di potenza. Per iniziare, gli elettrodi non possono influenzare il potenziale all'interno di se stessi, dunque sembrerebbe ad una prima occhiata che il plasma di fusione si trovi in un contatto più o meno diretto con l'elettrodo interno, dando luogo alla contaminazione del plasma e alla distruzione dell'elettrodo. Comunque, la maggior parte della reazione di fusione tende a verificarsi in "microcanali" che si formano in aree di minimo potenziale elettrico, che si presentano come "raggi" visibili, che penetrano il core. Questi si formano perché le forze all'interno della regione corrispondono con approssimazione a "orbite" stabili. Il 40% o quasi degli ioni altamente energetici in una griglia tipica operante nella modalità "star mode" possono trovarsi all'interno di questi microcanali. Nonostante tutto, le collisioni contro la griglia restano il principale meccanismo di perdita di energia nei vari tipi di fusore di Farnsworth-Hirsch. Un compito davvero delicato e il refrigerare l'elettrodo centrale; qualsiasi fusore che produca sufficiente potenza da poter alimentare una seppur piccola centrale elettrica sembra destinato anche a distruggere il suo elettrodo più interno. Come limitazione fondamentale, qualsiasi metodo che produca un flusso di neutroni che possa essere catturato da un fluido di lavoro e dunque di riscaldarlo, produrrà anche il bombardamento dei suoi elettrodi con quel flusso neutronico, riscaldando anche i suddetti elettrodi.
Tra i vari tentativi di risolvere questi problemi si possono menzionare il sistema fusore-simile Polywell, inventato da Robert W. Bussard: l'approccio lievemente modificato da Barne al dispositivo "trappola di Penning"; e il fusore della Università dell'Illinois che mantiene le griglie ma cerca di focalizzare gli ioni più strettamente all'interno dei "microchannels" per evitare le perdite di energia. Mentre i primi due sono dispositivi IEC ("Internal Electrostatic Confinement"), soltanto il terzo dispositivo è davvero un "fusore".

### Bremsstrahlung
Uno dei problemi frequentemente presentati è la "Bremsstrahlung" (che in tedesco significa "radiazione frenante"). Nel sito Fundamental limitations on plasma fusion systems not in thermodynamic equilibrium, Todd Rider dimostra che un plasma isotropico quasi-neutrale perderà energia a causa della Bremsstrahlung ad un tasso proibitivo per qualsiasi combustibile ad eccezione del Deuterio-Trizio (o possibilmente del D-D o D-He3). Questa ricerca non è applicabile alla fusione IEC (Innertial Electrostatic Confinement), dal momento che un plasma quasi-neutrale non può essere contenuto da un campo elettrico, che è parte fondamentale della fusione IEC. Comunque, in un articolo ulteriore, "A general critique of inertial-electrostatic confinement fusion systems", Rider prende in esame i dispositivi IEC direttamente, includendo il fusore. Nel caso del fusore gli elettroni sono generalmente separati dalla massa del combustibile isolato presso gli elettrodi, cosa che limita il tasso di perdita. Nonostante tutto, Rider dimostra matematicamente che i fusori pratici operano in diverse modalità che portano sia a mescolamenti e perdite significative di elettroni, o alternativamente a densità di potenza inferiore. Questa condizione paradossale potrebbe essere paragonata a quella che si verifica nel romanzo di guerra Comma 22, paradosso che limita l'erogazione di potenza fornita da qualsiasi sistema simile al fusore.

## Il fusore come sorgente di neutroni
A prescindere dal suo possibile uso come fonte di energia, il fusore si è già dimostrato una pratica sorgente di neutroni. I flussi neutronici non sono così elevati come quelli che si possono ottenere dal reattore nucleare oppure da sorgenti come l'acceleratore di particelle, ma sono sufficienti per molti usi. Il fatto che lo rende molto pratico è che il fusore, nel suo ruolo di generatore di neutroni può essere facilmente sistemato su un tavolo di lavoro, e può essere spento azionando un interruttore.
Un fusore commerciale è stato sviluppato da una divisione collaterale della DaimlerChrysler Aerospace - Space Infrastructure di Brema, tra il 1996 e il 2001 . Dopo il parziale raggiungimento degli obiettivi del progetto, il management creò una compagnia chiamata NSD-Fusion GmbH (Sito: www.nsd-fusion.com).

## Hobbyismo
Non si richiede un'infrastruttura industriale per costruire un fusore nucleare. Piccoli fusori dimostrativi che in effetti raggiungono la fusione, sono stati costruiti da tecnologi amatoriali, includendo studenti di liceo che realizzano progetti scientifici.
Ogni elettrodo è ricavato da anse di tondini di acciaio inossidabile unite di solito ad angolo retto con una saldatura a punti in modo da formare una gabbia sferica. Le dimensioni degli elettrodi del fusore non sono molto critiche. La dimensione dell'elettrodo esterno può variare dalla dimensione di una palla da baseball a quella di una da beach-volley (diametro da 100 a 600 mm), e l'elettrodo interno dalle dimensioni di una pallina da ping-pong a quelle di una palla da baseball (diametro 40 a 100 mm). Abitualmente questo tipo di progetti adoperano il trasformatore ad alta tensione delle insegne al neon oppure delle macchine a raggi-X, ed il rettificatore ad alta tensione venduto nei negozi per ferramenta ed elettrotecnica. Cavi del tipo di quelli per le candele per auto portano l'alta tensione e candele oppure isolanti ceramici simili la passano dentro la camera a vuoto. Il deuterio è disponibile in bottiglie pressurizzate coibentate (destinate alle università)  e non si tratta di un materiale nucleare soggetto a controlli. I neutroni possono essere rilevati dalla misura della radioattività indotta in fogli o lamine di alluminio, argento oppure indio, dopo che i neutroni sono moderati (rallentati) con cera, acqua o plastica. Si può anche adoperare un materiale plastico luminescente ai neutroni, assieme a un sistema fotorivelatore. Rivelatori avanzati e molto sensibili di neutroni che usano tubi riempiti di trifluoruro di boro oppure elio-3 stanno diventando sempre più comuni, ma i componenti per la costruzione di un contatore di neutroni funzionante sono sempre più difficili da trovare nel mercato dell'usato. Di solito la maggiore spesa è la pompa aspirante per generare il vuoto.
Le tensioni impiegate sono estremamente pericolose (eccedono i 20.000 volt), e l'emissione di neutroni può costituire un pericolo se vengono usate differenze di potenziale sopra i 40 kilovolt. L'emissione di raggi-X è il maggiore pericolo radiologico associato con il fusore, e devono essere prese una serie di misure di radioprotezione per schermare le zone radiotrasparenti ai raggi-X, come ad esempio qualsiasi finestrella di osservazione.

### Giornali
- Reducing the Barriers to Fusion Electric Power; G.L. Kulcinski and J.F. Santarius, October 1997 Presented at "Pathways to Fusion Power", submitted to Journal of Fusion Energy, vol. 17, No. 1, 1998. (Abstract in PDF)
- Robert L. Hirsch, "Inertial-Electrostatic Confinement of Ionized Fusion Gases", Journal of Applied Physics, v. 38, no. 7, October 1967
- Irving Langmuir, Katharine B. Blodgett, "Currents limited by space charge between concentric spheres" Physics Review, vol. 24, No. 1, pp49–59, 1924
- R. A. Anderl, J. K. Hartwell, J. H. Nadler, J. M. DeMora, R. A. Stubbers, and G. H. Miley, Development of an IEC Neutron Source for NDE, 16th Symposium on Fusion Engineering, eds. G. H. Miley and C. M. Elliott, IEEE Conf. Proc. 95CH35852, IEEE Piscataway, NJ, 1482–1485 (1996).
- "On the Inertial-Electrostatic Confinement of a Plasma" William C. Elmore, James L. Tuck, Kenneth M. Watson, "The Physics of Fluids" v. 2, no 3, May-June, 1959

### Presentazioni
- Could Advanced Fusion Fuels Be Used with Today's Technology?; J.F. Santarius, G.L. Kulcinski, L.A. El-Guebaly, H.Y. Khater, January 1998 [presented at Fusion Power Associates Annual Meeting, August 27 - August 29, 1997: Aspen CO; Journal of Fusion Energy, Vol. 17, No. 1, 1998, p. 33].
- R.W. Bussard and L. W. Jameson, "From SSTO to Saturn's Moons, Superperformance Fusion Propulsion for Practical Spaceflight", 30th AIAA/ASME/SAE/ASEE Joint Propulsion Conference, 27 June - 29 June, 1994:  AIAA-94-3269
- Robert W. Bussard presentation video Archiviato il 10 novembre 2007 in Internet Archive. to Google Employees - Google TechTalks, 9 November 2006.
- "The Advent of Clean Nuclear Fusion: Super-performance Space Power and Propulsion", Robert W. Bussard, Ph.D., 57th International Astronautical Congress, October 2-6, 2006.

### Altri
- D-3He Fusion in an Inertial Electrostatic Confinement Device Archiviato il 16 marzo 2009 in Internet Archive.; R.P. Ashley, G.L. Kulcinski, J.F. Santarius, S. Krupakar Murali, G. Piefer; IEEE Publication 99CH37050, pg. 35-37, 18th Symposium on Fusion Engineering, Albuquerque NM, 25-29 ottobre 1999. (PDF)
- G.L. Kulcinski, Progress in Steady State Fusion of Advanced Fuels in the University of Wisconsin IEC Device, March 2001
- Fusion Reactivity Characterization of a Spherically Convergent Ion Focus, T.A. Thorson, R.D. Durst, R.J. Fonck, A.C. Sontag, Nuclear Fusion, Vol. 38, No. 4. p. 495, April 1998. (abstract)
- Convergence, Electrostatic Potential, and Density Measurements in a Spherically Convergent Ion Focus, T. A. Thorson, R. D. Durst, R. J. Fonck, and L. P. Wainwright, Phys. Plasma, 4:1, January 1997.
- R.W. Bussard and L. W. Jameson, "Inertial-Electrostatic Propulsion Spectrum: Airbreathing to Interstellar Flight", Journal of Propulsion and Power, v 11, no 2.  The authors describe the proton — Boron 11 reaction and its application to ionic electrostatic confinement.
- R.W. Bussard and L. W. Jameson, "Fusion as Electric Propulsion", Journal of Propulsion and Power, v 6, no 5, September-October, 1990  (This is the same Bussard who conceived the Bussard Ramjet widely used in science-fiction for interstellar rocketry)
- Todd H. Rider, "A general critique of inertial-electrostatic confinement fusion systems", M.S. thesis at MIT, 1994.
- Todd H. Rider, "Fundamental limitations on plasma fusion systems not in thermodynamic equilibrium", Ph. D. thesis at MIT, 1995.
- Todd H. Rider, "Fundamental limitations on plasma fusion systems not in thermodynamic equilibrium" Physics of Plasmas, April 1997, Volume 4, Issue 4, pp. 1039–1046.